# Cimarron City (Oklahoma)
Pour les articles homonymes, voir Cimarron.
Cimarron City est une ville de l'Oklahoma, située dans le comté de Logan, aux États-Unis. En 2010, la population de la ville était de 165 habitants.